# Illgau
Illgau (toponimo tedesco) è un comune svizzero di 788 abitanti del Canton Svitto, nel distretto di Svitto.